# Municipio de Otego
El municipio de Otego (en inglés: Otego Township) es un municipio ubicado en el condado de Fayette en el estado estadounidense de Illinois. En el año 2010 tenía una población de 1511 habitantes y una densidad poblacional de 16,47 personas por km².

## Geografía
El municipio de Otego se encuentra ubicado en las coordenadas 38°56′3″N 88°58′43″O / 38.93417, -88.97861. Según la Oficina del Censo de los Estados Unidos, el municipio tiene una superficie total de 91.74 km², de la cual 91,52 km² corresponden a tierra firme y (0,24 %) 0,22 km² es agua.

## Demografía
Según el censo de 2010, había 1511 personas residiendo en el municipio de Otego. La densidad de población era de 16,47 hab./km². De los 1511 habitantes, el municipio de Otego estaba compuesto por el 98,15 % blancos, el 0,4 % eran amerindios, el 0,13 % eran asiáticos, el 0,26 % eran de otras razas y el 1,06 % eran de una mezcla de razas. Del total de la población el 0,93 % eran hispanos o latinos de cualquier raza.